# Moda de ropa

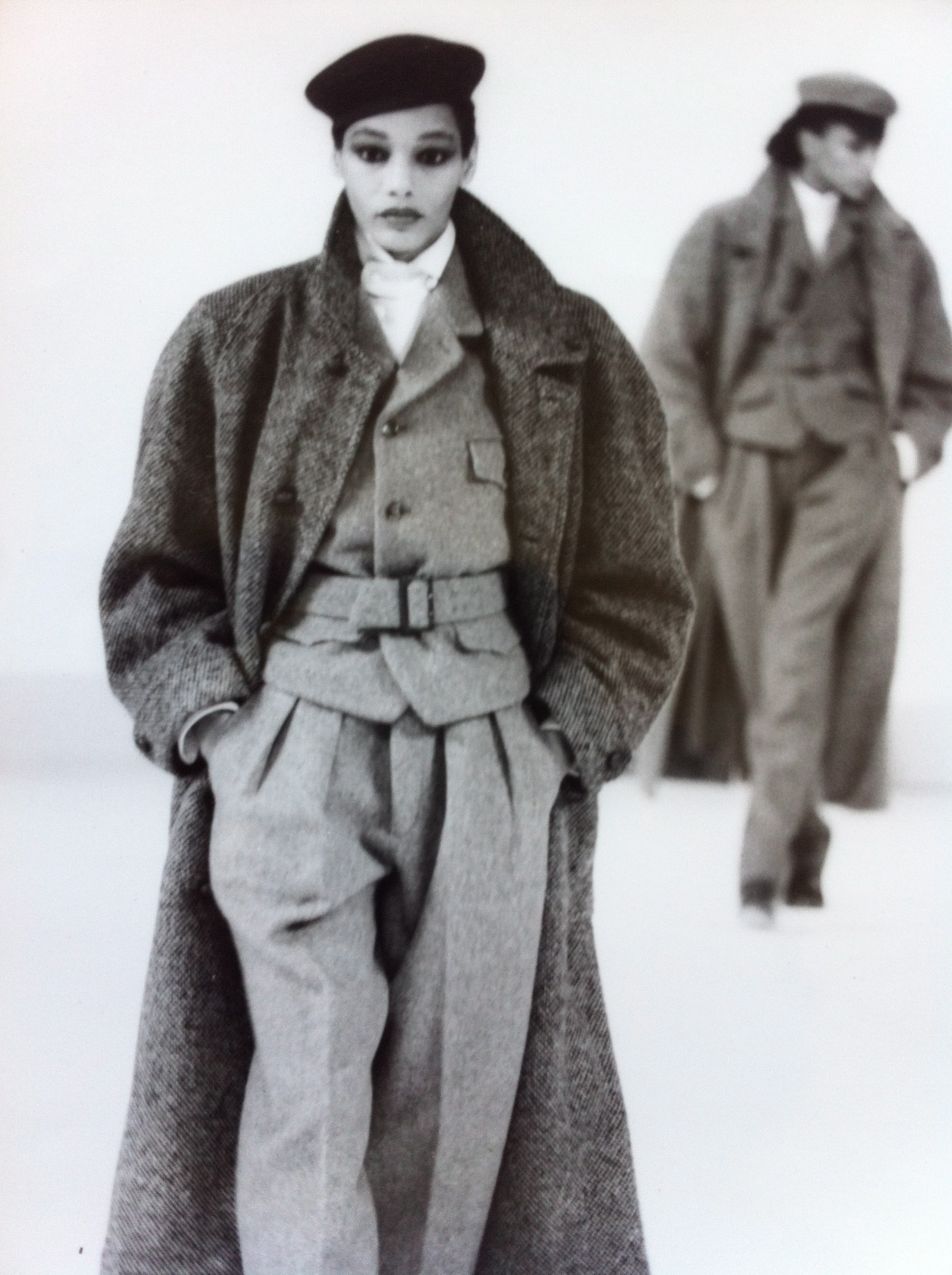
La modelo Renée Gunter presenta Alta Costura alrededor de 1970

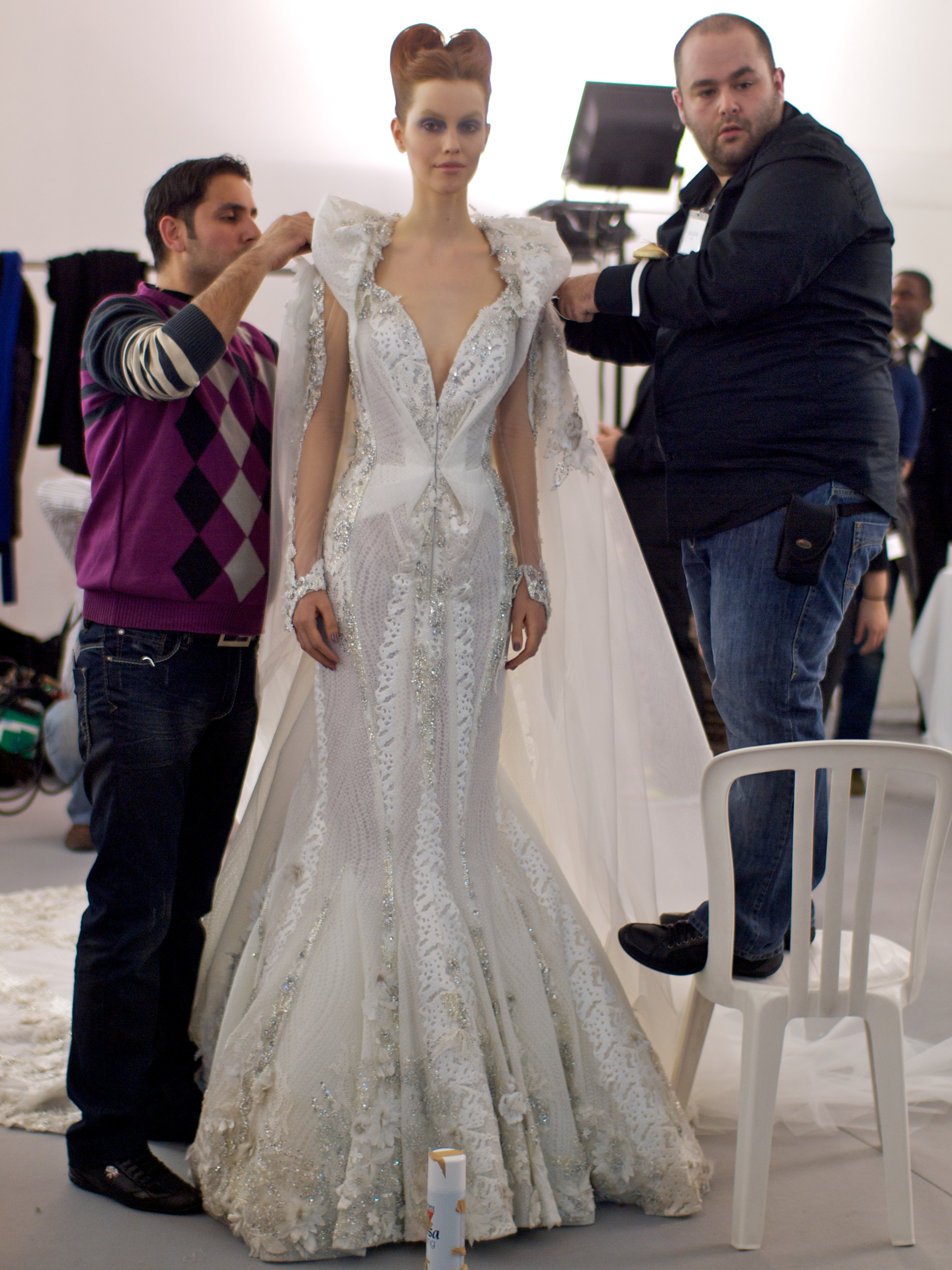
Basil Soda – Alta Costura Primavera/Verano 2011

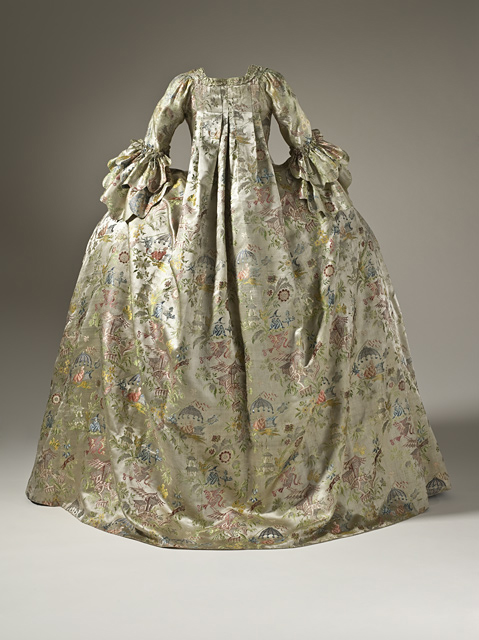
Un Contouche (túnica alrededor de 1750)

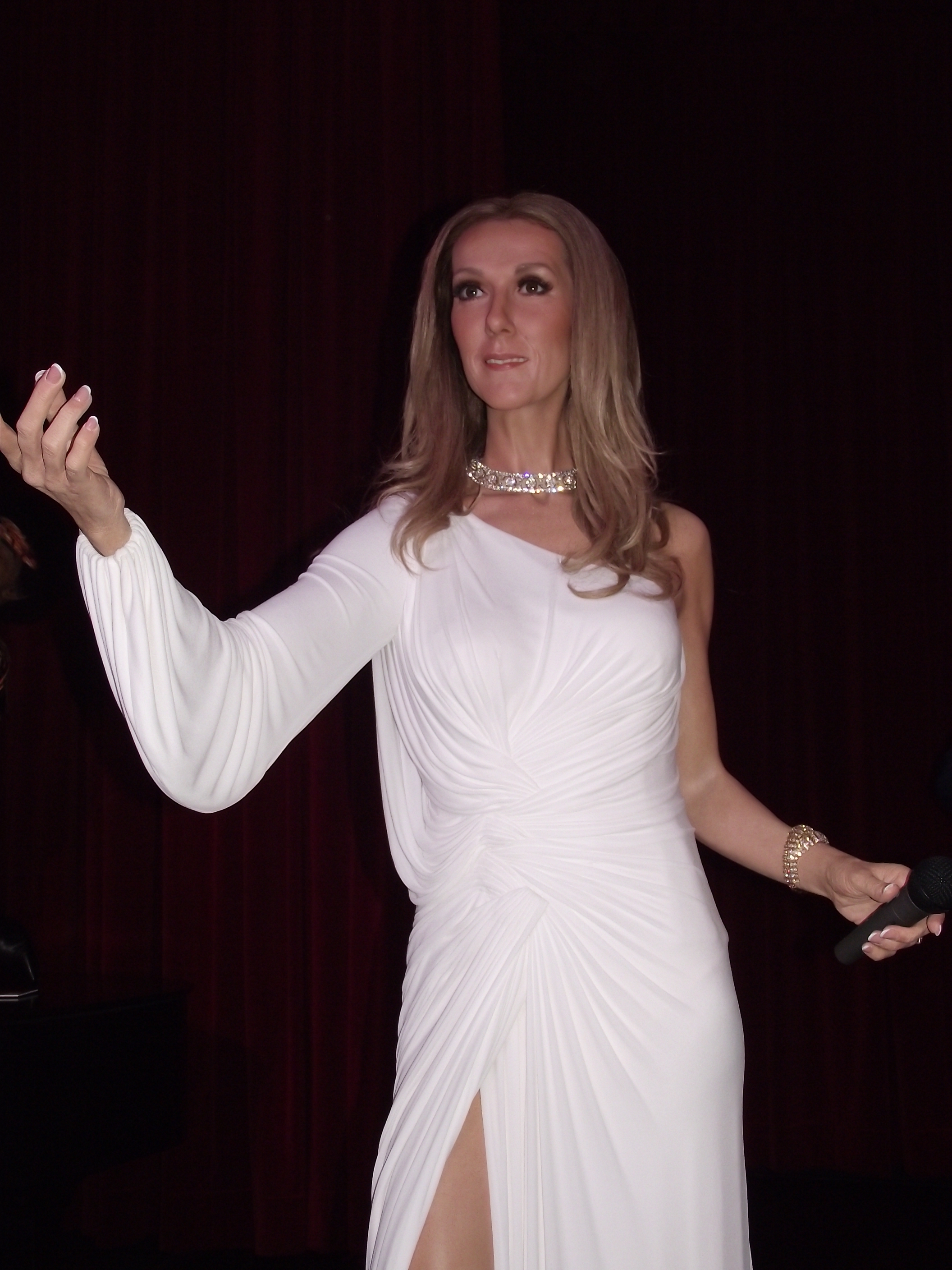
Celine Dion, Museo Grévin Montreal

La moda de la vestimenta hace referencia a aquella parte de la indumentaria que está sujeta a cambios rápidos y marcados por la época. A diferencia del “ traje tradicional ”, la moda define una forma de vestirse que es habitual o apropiada solo durante un período breve de tiempo y que evoluciona continuamente al ritmo de los cambios sociales.
Así, el término también implica un significado estético de la ropa, superando su función como un simple objeto de uso. Vestirse no solo sirve para protegerse del calor o del frío o de otros factores externos, sino también para satisfacer la necesidad humana de dar forma a su apariencia.
El aspecto de una persona, especialmente cuando se trata de ropa informal, también se puede denominar como "pinta" o "facha", como en expresiones del tipo: «Con esa pinta no quería que me vieran».

## Historia de la moda
Ya en la Antigüedad se conocían prendas como túnica y la fíbula. En el Imperio Romano se usaban la toga o laestola y existían diversos peinados; sólo el emperador tenía permitido llevar túnicas teñidas del costoso púrpura. Durante la Edad Media (500–1500), la ropa era de fibra de lino o tela de ortiga y reflejaba el sistema de clases. Hacia finales del período medieval, en el siglo XV, se puso de moda en Borgoña una vestimenta muy elaborada y llamativa con adornos en forma de picos y recortes, mangas anchas, tocados o el característico hennin puntiagudo. En la época del Renacimiento y la Reforma (1500–1550), eran habituales prendas como el jubón, la faja y la boina como tocados. Entre 1550 y 1620 la moda española impulsó el uso del corsé, los gregüescos  y la lechuguilla. Durante la Guerra de los Treinta Años (1610–1650), se popularizaron los sombreros de ala ancha y las botas altas con vuelta. En tiempos de Luis XIV (1650–1715), la moda trajo consigo las pelucas postizas largas (allonge) y el manteau (un tipo de vestido largo); Francia se convirtió entonces en la nación líder en cuestiones de moda durante varios siglos. 
El estilo rococó (1720–1789) apostó por los culottes y los contouches, mientras que, trasRevolución Francesa(1789-1815), surgió la moda à la grecque y los hombres comenzaron a usar pantalones largos. En la etapa de laRestauración y del Biedermeier (1817-1840) trajo consigo el sombrero Poke. La moda de la crinolina (1840-1870) introdujo la falda de aro para mujeres. En la moda en el vestir desde, 1871 hasta 1900, los hombres vestían un abrigo militar y las mujeres seguían usando corpiño.
En el siglo XX surgieron numerosas tendencias: el diseñador francés Paul Poiret, creador de la llamada falda-trabada (1910/11), fue uno de los primeros en romper con las convenciones tradicionales al diseñar vestidos que podían llevarse sin corsé, aunque, en ocasiones, esto se le atribuye a Coco Chanel. Los pantalones bombachos, que ya se usaban desde la década de 1890, contribuyeron a cuestionar las normas de género en la vestimenta. Durante la Primera Guerra Mundial apareció la gabardina y hacia finales de los años 20 y principios de los 30, destacó la diseñadora Elsa Schiaparelli. En los años 40 llegaron las medias de nailon y, como las necesidades de los consumidores se volvieron más “minimalistas” debido a la Segunda Guerra Mundial. En los años 50 se popularizaron creaciones como los pantalones vaqueros y la camiseta y en los años 60, la minifalda, impulsada por Mary Quant, acompañó la revolución sexual. Con la llegada de los pantalones cortos, el siglo XX distaba mucho de haber terminado. 
En definitiva, la moda textil es una manifestación más dentro del fenómeno global de la moda, entendido como el conjunto de formas dominantes de comportamiento, pensamiento y estética en una época determinada. 

## Museos
Hoy en día, la historia de la moda occidental está documentada por importantes instituciones como: Galería del Costumbre de Florencia, el Museo Metropolitano de Arte de Nueva York, el Museo Victoria y Alberto de Londres o el Museo Galliera de París. París. En Alemania, una de las mayores colecciones de moda de las primeras ocho décadas del siglo XX, recopilada por Josefine Edle von Krepl, se exige en el castillo de Meyenburg.  Otras colecciones destacadas son la Biblioteca de Trajes de Von Parish y la colección de moda del Museo de la Ciudad de Múnich, la colección textil del Museo Nacional Germánico y la colección de moda del Museo de Viena, que cuenta con más de 22.000 objetos y es una de las más extensas de Europa. Además, en Alemania existen numerosos museos pequeños especializados que se dedican a diversos aspectos de la indumentaria y la moda, como el Museo Alemán del Sombrero Lindenberg, el Museo Estatal Textil e Industrial de Augsburgo y el Museo Alemán del Calzado Burgkunstadt. En Suiza, el Museo de la Moda de Uerkheim, ofrece también amplias exposiciones sobre la historia de la moda.

## Formación

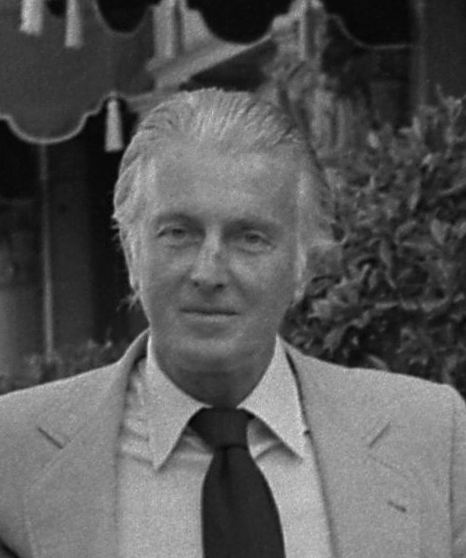
Hubert de Givenchy en su estudio, Avenue George V, París

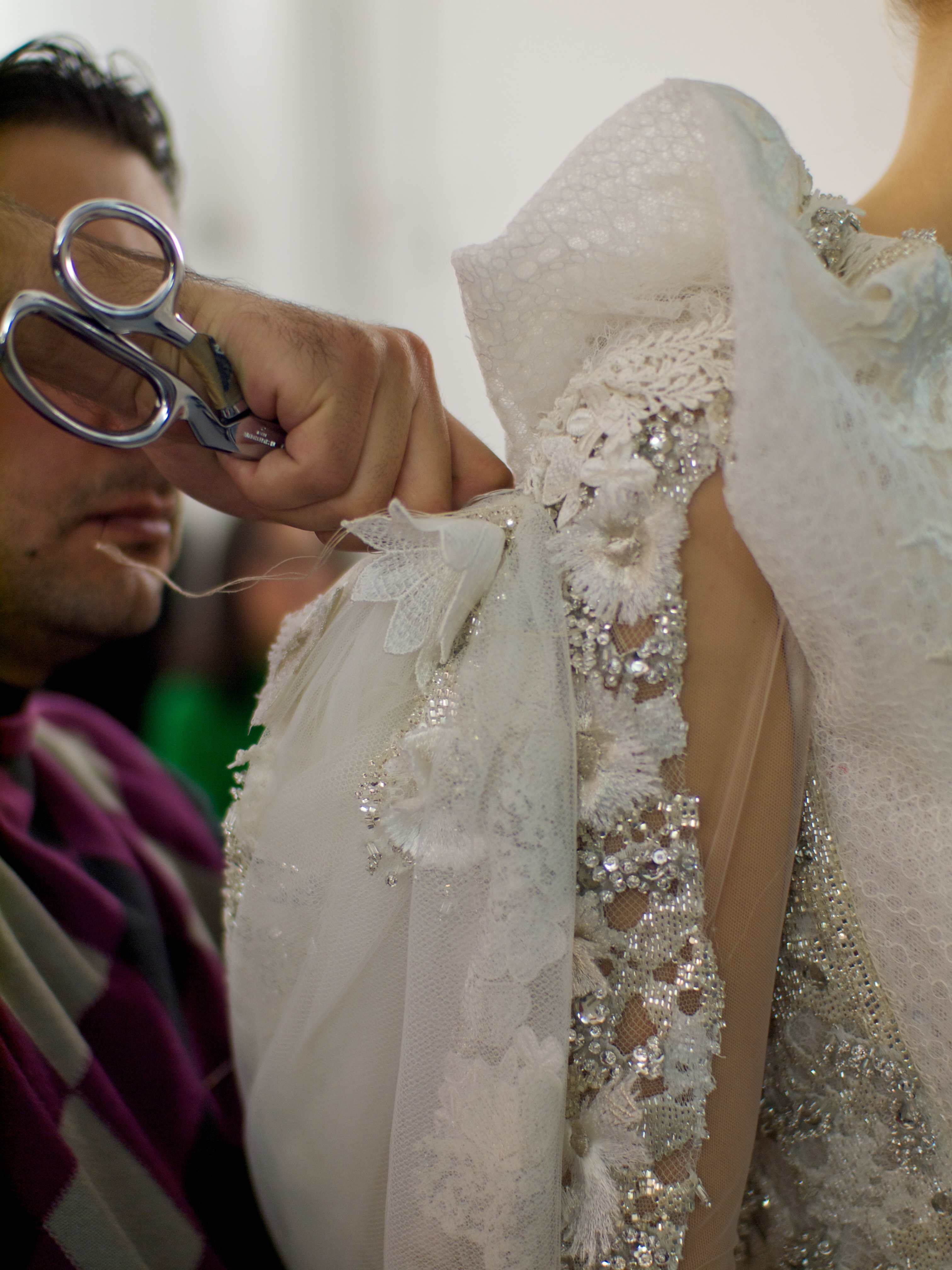
Basil Soda - Alta Costura Primavera/Verano 2011

La directora de patrones crea los patrones; la directora de diseño diseña y dibuja los modelos. La directora es tanto una designación funcional en una empresa, como un título que se obtiene tras una formación adecuada en una escuela de moda.
El sastre tradicionalmente confecciona la ropa a mano. Posteriormente, puede continuar su formación como maestro sastre, patronista o diseñador. Las habilidades y los objetivos son importantes a la hora de elegir un centro de formación.

### Centros de formación industrial
- Escuela de Moda de Sigmaringen, Alemania
- Central Saint Martins College of Art and Design, Londres

### Centros de formación para artesanos
- Escuela Kerschensteiner de Stuttgart
- Escuela Superior Alemana de Moda de Múnich
- Escuela de Ropa y Moda de Frankfurt

## diseñador de moda
Algunos modistos y diseñadores de moda conocidos fueron y son:
- Paul Poiret (1879–1944)
- Nina Ricci (1883–1970)
- Coco Chanel (1883–1971)
- Jean Patou (1887–1936)
- Ben Zuckerman (1890–1979)
- Cristóbal Balenciaga (1895-1972)
- Ann Lowe (1898–1981)
- Señora Grès (1903–1993)
- Christian Dior (1905–1957)
- Charles James (1906–1978)
- Pauline Trigère (1908-2002)
- Jacques Fath (1912–1954)
- Pierre Balmain (1914–1982)
- Ottavio Missoni (1921-2013)
- Pierre Cardin (1922–2020)
- Hubert de Givenchy (1927–2018)
- Karl Lagerfeld (1933–2019)
- Giorgio Armani (* 1934)
- Yves Saint-Laurent (1936-2008)
- Slava Zaitsev (1938–2023)
- Kenzo Takada (1939–2020)
- Vivienne Westwood (1941–2022)
- Jil Sander (* 1943)
- Wolfgang Joop (* 1944)
- Jean Paul Gaultier (* 1952)
- Isaac Mizrahi (* 1961)

### Sombreros
- Emme
- Jean Barthet (1920-2000), ), sombrerero desde la década de 1950 para estrellas de cine de Hollywood y del cine francés. Diseñó sombreros para películas como Las chicas de Rochefort.

## Ferias
En Europa, Düsseldorf es la ciudad con mayor volumen de negocio en ferias de moda; Igedo organiza el sector de la confección. Además, hasta 2015 se celebró en Alemania la feria Bread & Butter.
Desde 2007, se ha establecido la Berlin Fashion Week, y en julio de 2021 tuvo lugar la primera edición de la Frankfurt Fashion Week. En Italia se celebra la Semana de la Moda de Milán, en Estados Unidos la New York Fashion Week, y en Francia la Paris Fashion Week.

## Presentación

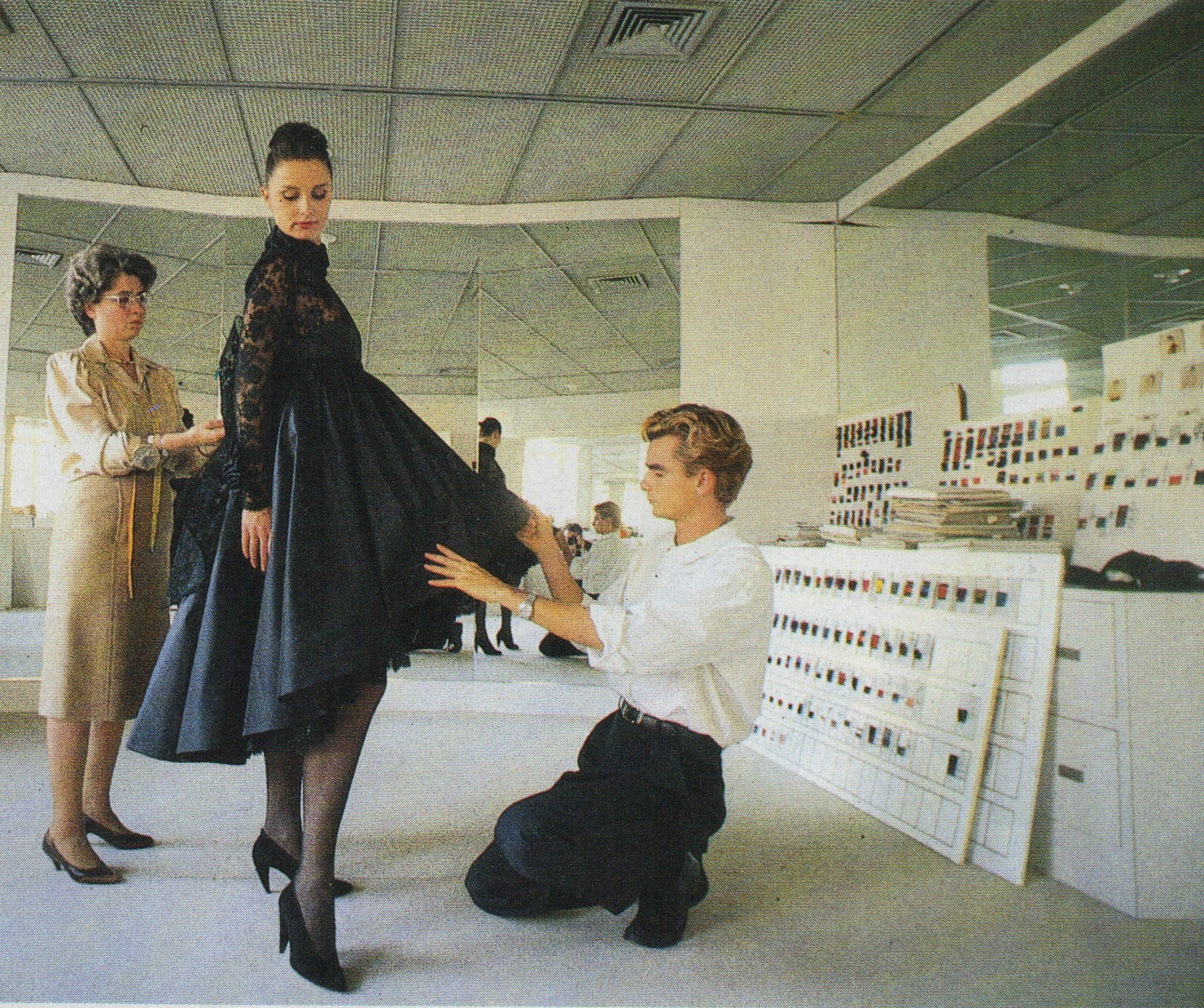
Tilmann Wröbel, Revista FEMME

La moda se presenta principalmente en desfiles. Sin embargo, en sus inicios, ilustradores y artistas como Erté, Cecil Beaton y Léon Bakst ayudaron en su promoción y venta. Los maniquíes de casa eran empleadas fijas que presentaban en las casas de moda. Para los desfiles, los modelos se seleccionaban y se siguen seleccionando de forma individual.
La fotografía de moda apoya la comercialización de la Moda.  Los fotógrafos de moda trabajan por encargo de diversas revistas especializadas o de firmas de moda; en este último caso, suelen ser ellos quienes contratan a las modelos.
Entre las primeras modelos fotográficas conocidas destacan Lisa Fonssagrives, Dovima, Dorian Leigh, Suzy Parker y Christa Päffgen, y en los años 60 Twiggy.  Otras modelos conocidas de los años 60 y 70 fueron Sharon Tate, Veruschka, Iman Abdulmajid y Jerry Hall. Entre los nombres más célebres también se encuentran Inès de la Fressange, Claudia Schiffer, Marcus Schenkenberg, Toni Garrn y Gisele Bündchen.

### Fotógrafos de moda famosos
- Adolphe de Meyer (1868–1946)
- Los hermanos Séeberger, Jules (1872–1932), Louis (1874–1946) y Henri (1876–1956) Séeberger, seguidos de Jean (1910–1979) y Albert (1914–1999) Séeberger.
- Edward Steichen (1879–1973)
- Man Ray (1890–1976)
- Erwin Blumenfeld (1897–1969)
- George Hoyningen-Huene (1900–11968)
- Cecil Beaton (1904–1980)
- Regina Relang (1906–1989)
- Horst P. Horst (1906–1999)
- Irving Penn (1917–2009)
- Henry Clarke (um 1917–1996)
- Karen Radkai (1919–2003)
- Helmut Newton (1920–2004)
- Richard Avedon (1923–2004)
- Karl Lagerfeld (1933–2019)
- Peter Beard (1938–2020)
- Peter Lindbergh (1944–2019)

## Motivaciones para usar ropa de moda
- Deseo de variedad y cambio
- Necesidad de encajar o no llamar la atención de forma negativa: seguir la moda ya adoptada por el grupo de referencia, a menudo motivado por inseguridades estéticas o sociales.
- Búsqueda de diferenciación, experimentación estilística, impresión social o distinción frente a la masa: llevar prendas que aún no se han popularizado dentro del grupo de referencia. Quien adopta estas modas muestra que está al día, es creativo, innovador, etc. También puede funcionar como símbolo de estatus social: el uso de prendas muy exclusivas, personalizadas o de precio elevado.
- Construcción de una marca personal a través del estilo: desarrollar un look propio con valor de reconocimiento.

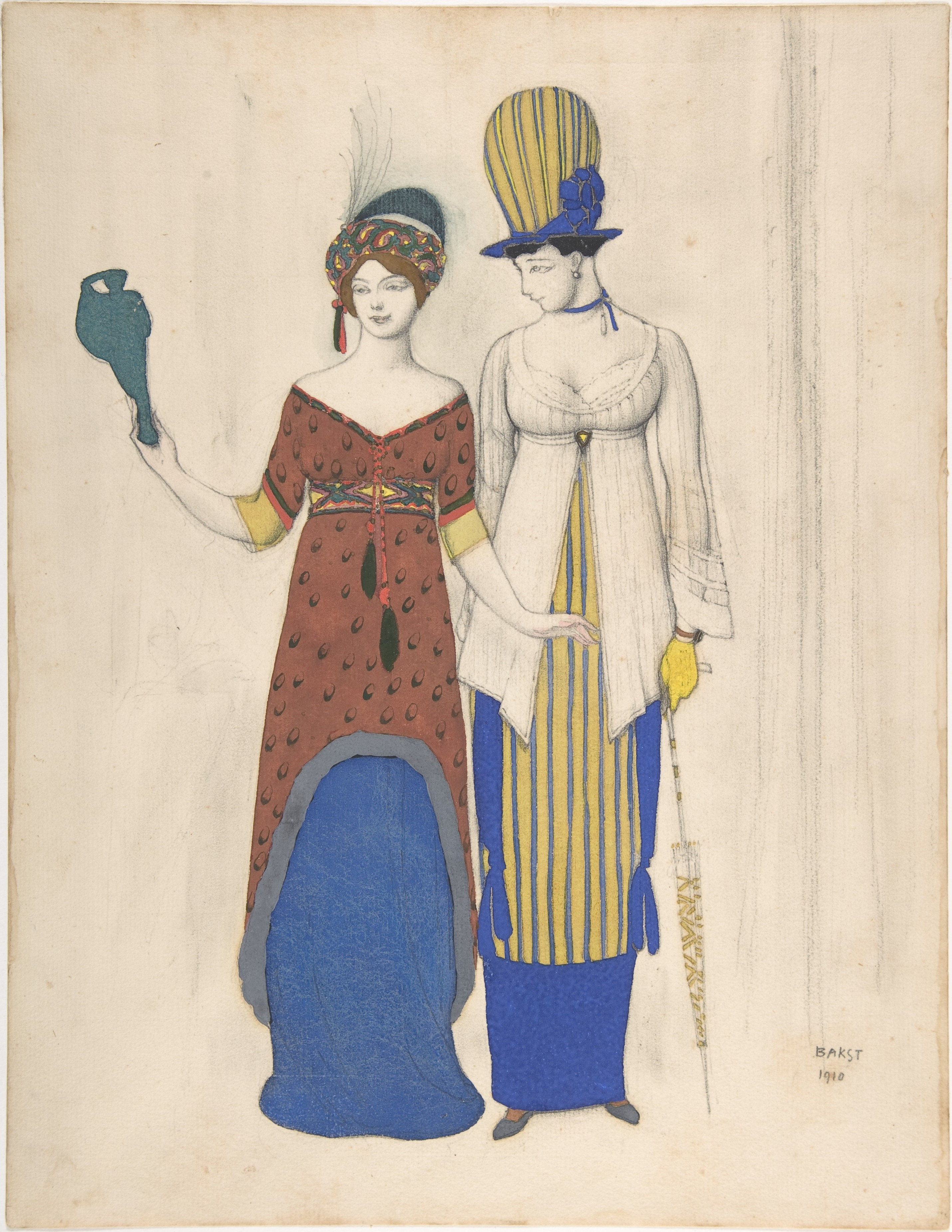
Identificación con el espíritu de la época actual  -  Ilustración de moda de Léon Bakst, Museo Metropolitano de Arte
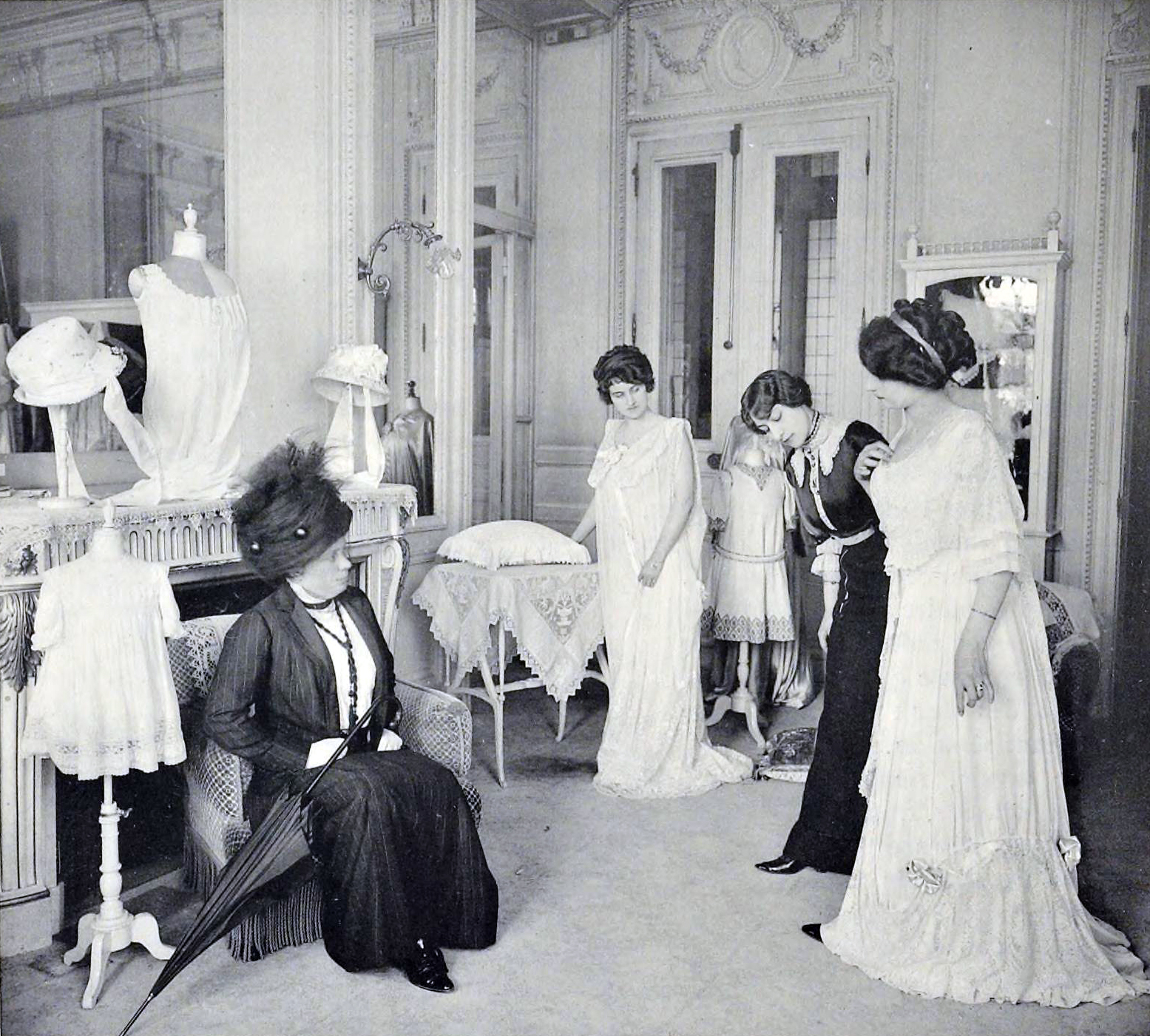
Salón de lencería, Redfern & Sons, 1910
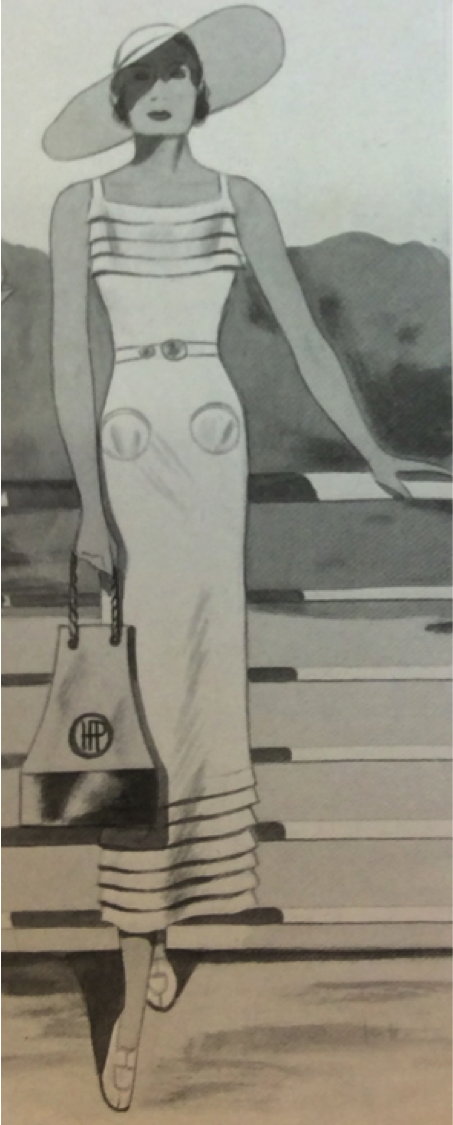
Moda de playa, Vera Borea, Condesa Borea de Buzzaccarini Regoli, 1934
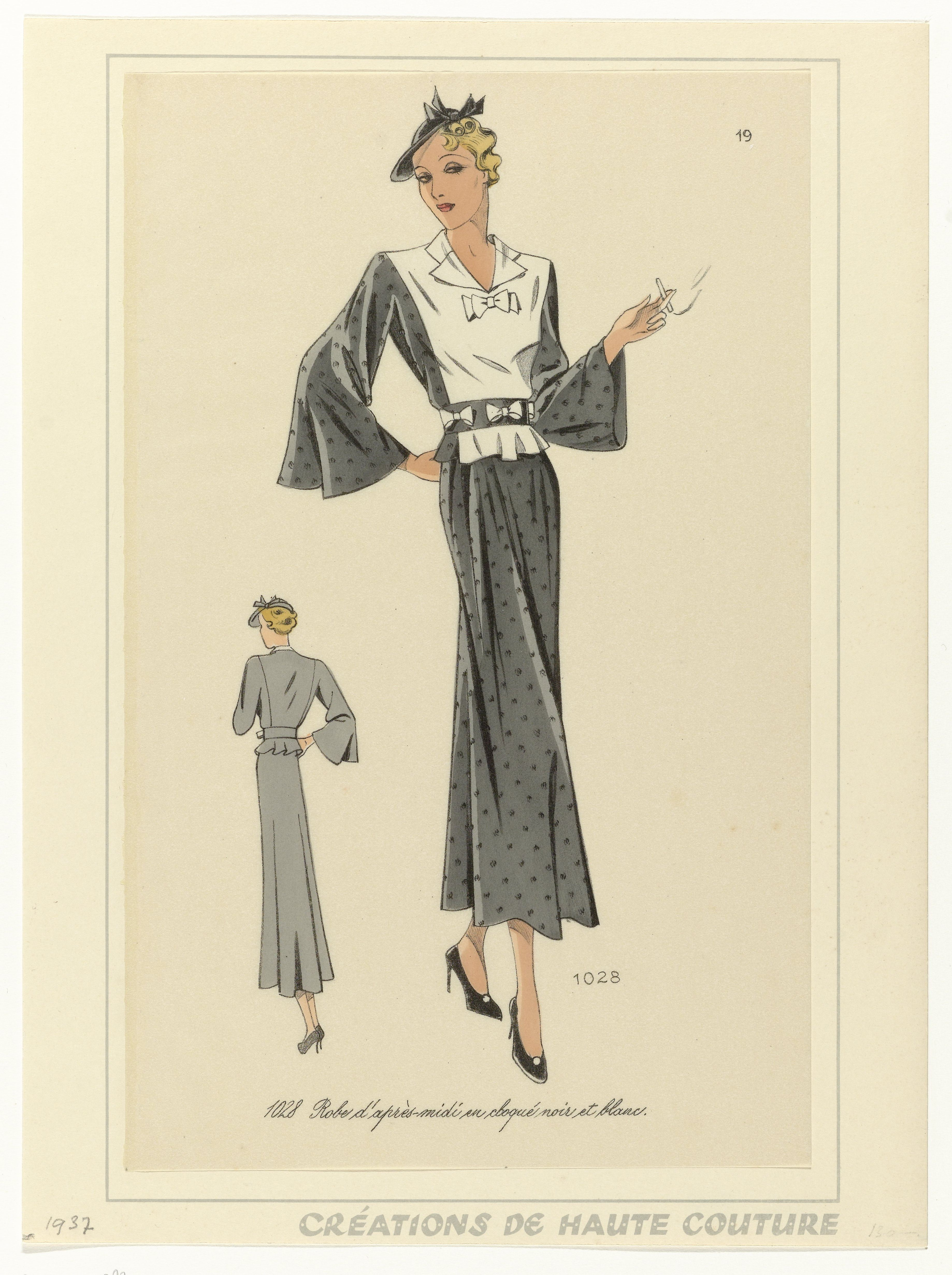
Vestido de tarde cloqué en blanco y negro, alta costura, 1937
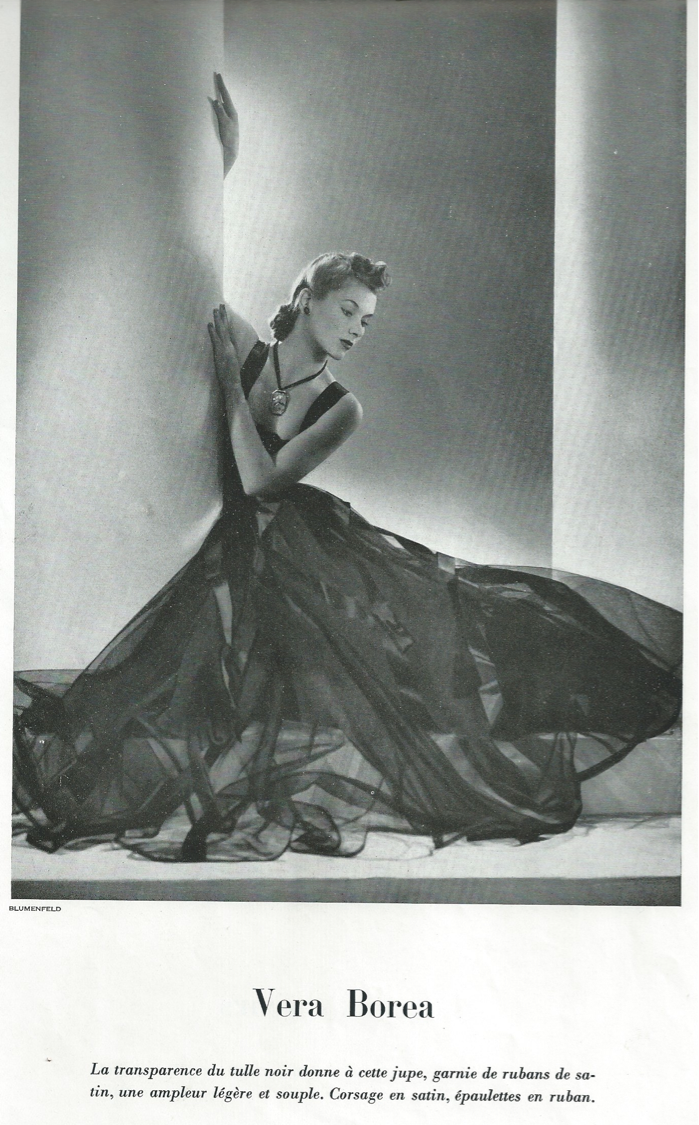
Vestido de noche, Vera Borea, 1939, foto de Erwin Blumenfeld
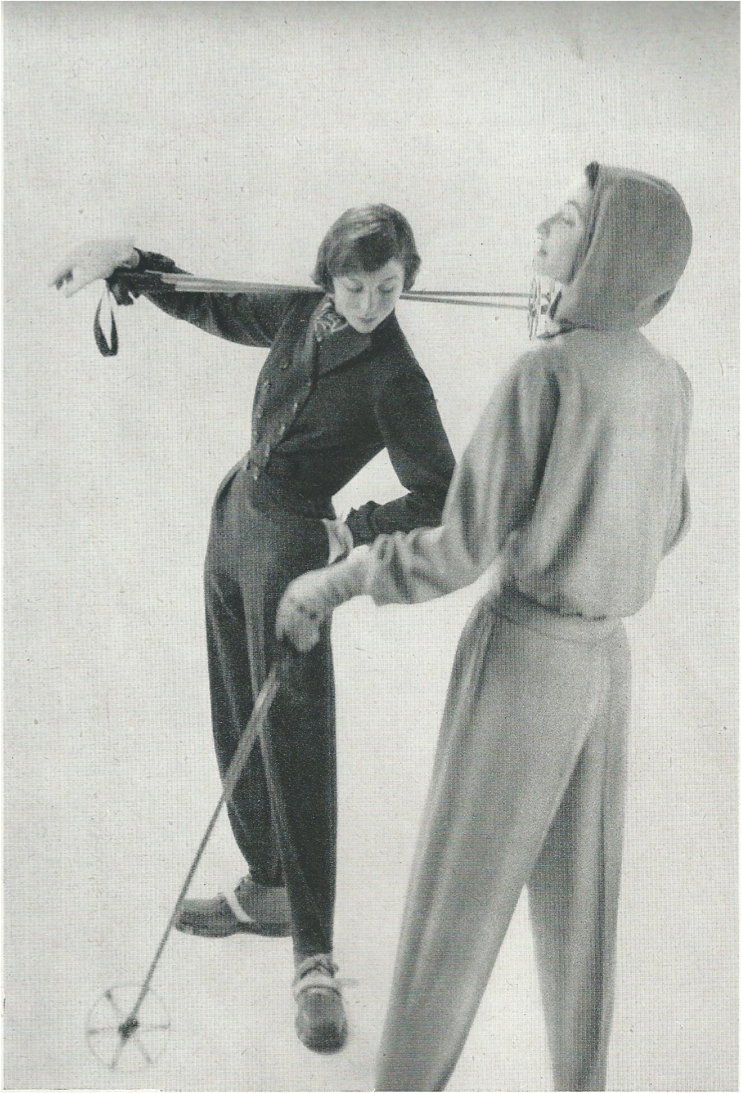
Moda de esquí, Vera Borea, alrededor de 1949
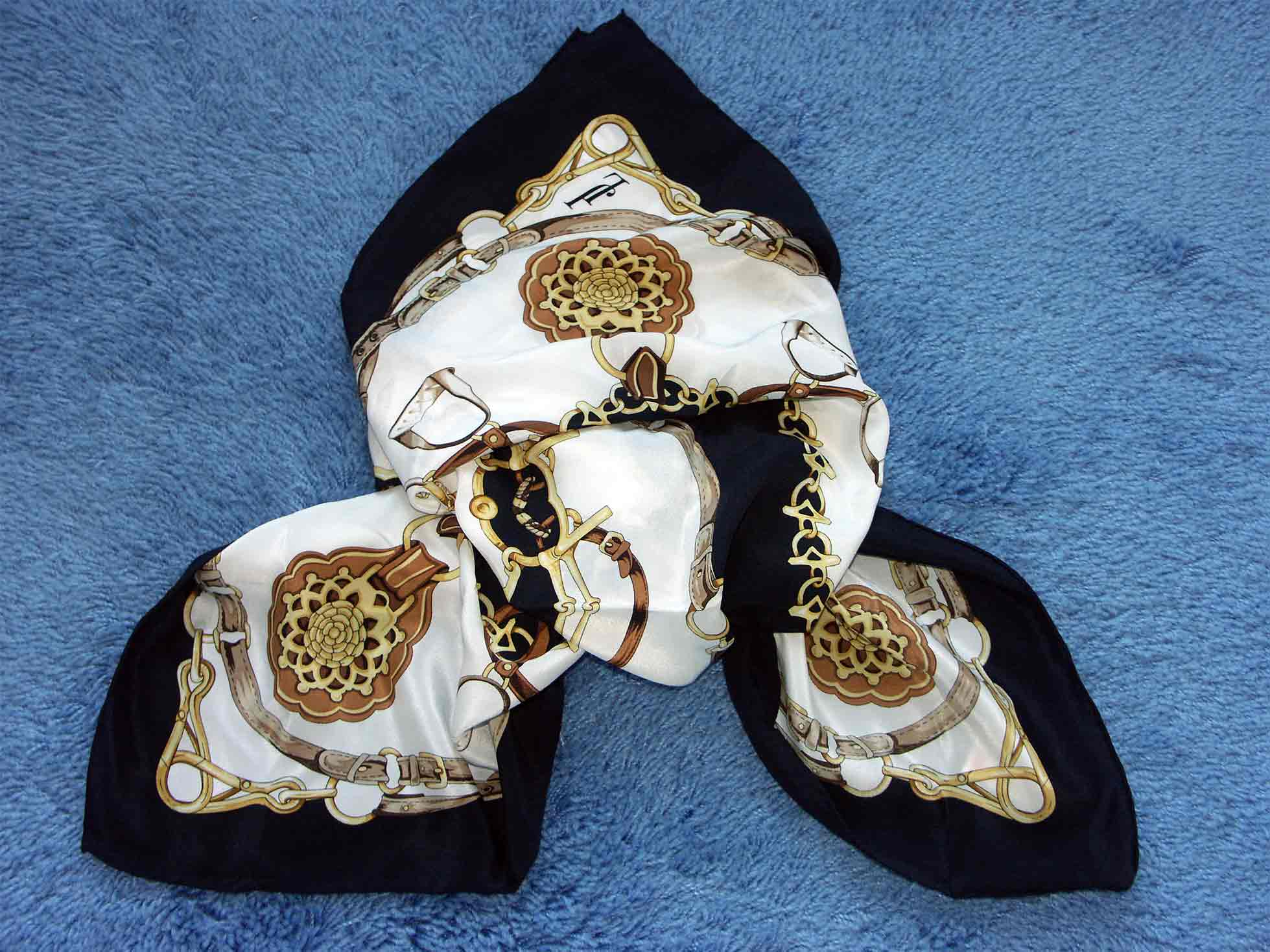
Pañuelo Carré de Hermès
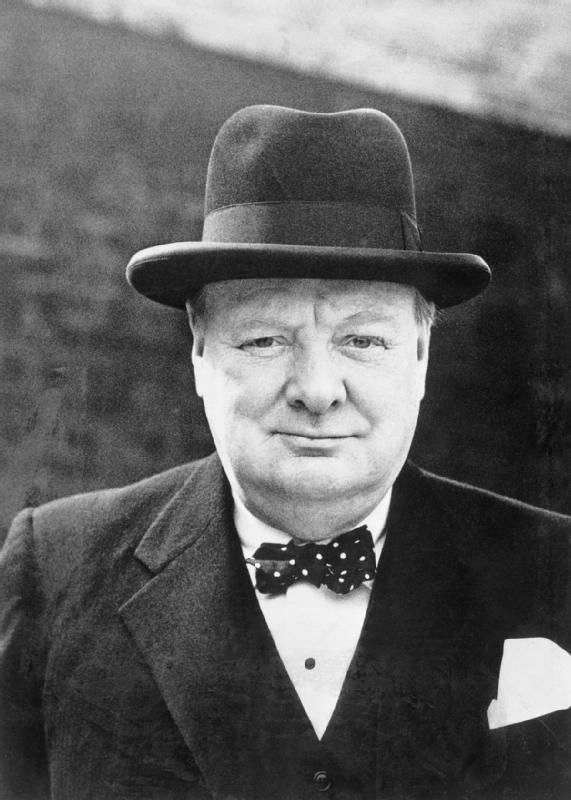
Winston Churchill con pajarita, pañuelo de bolsillo y sombrero
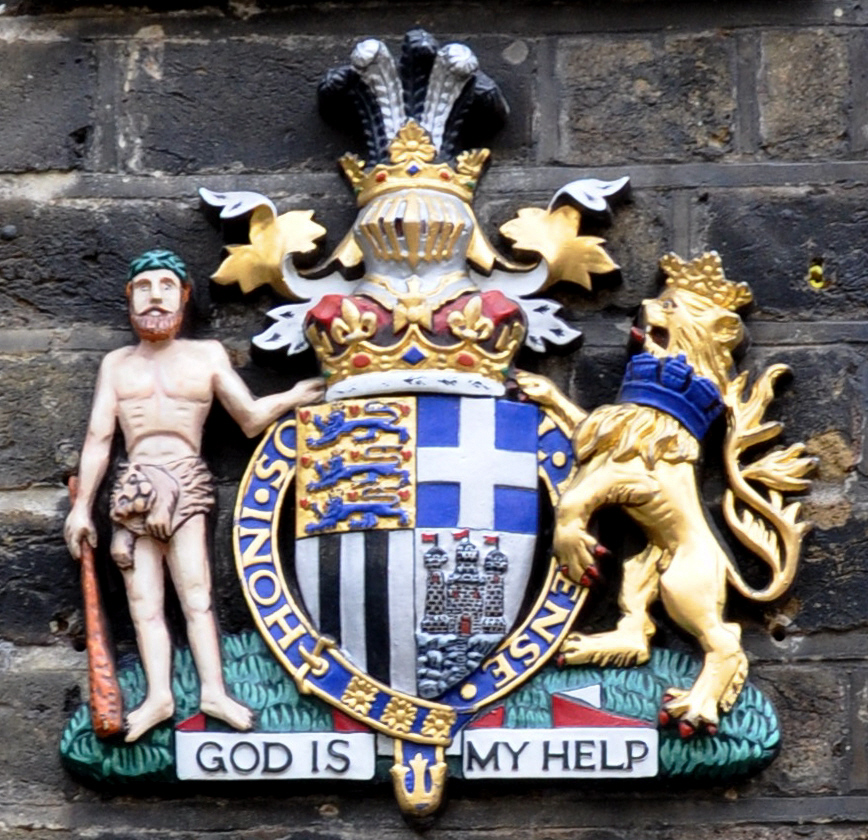
Letrero de un proveedor real en Savile Row, Londres
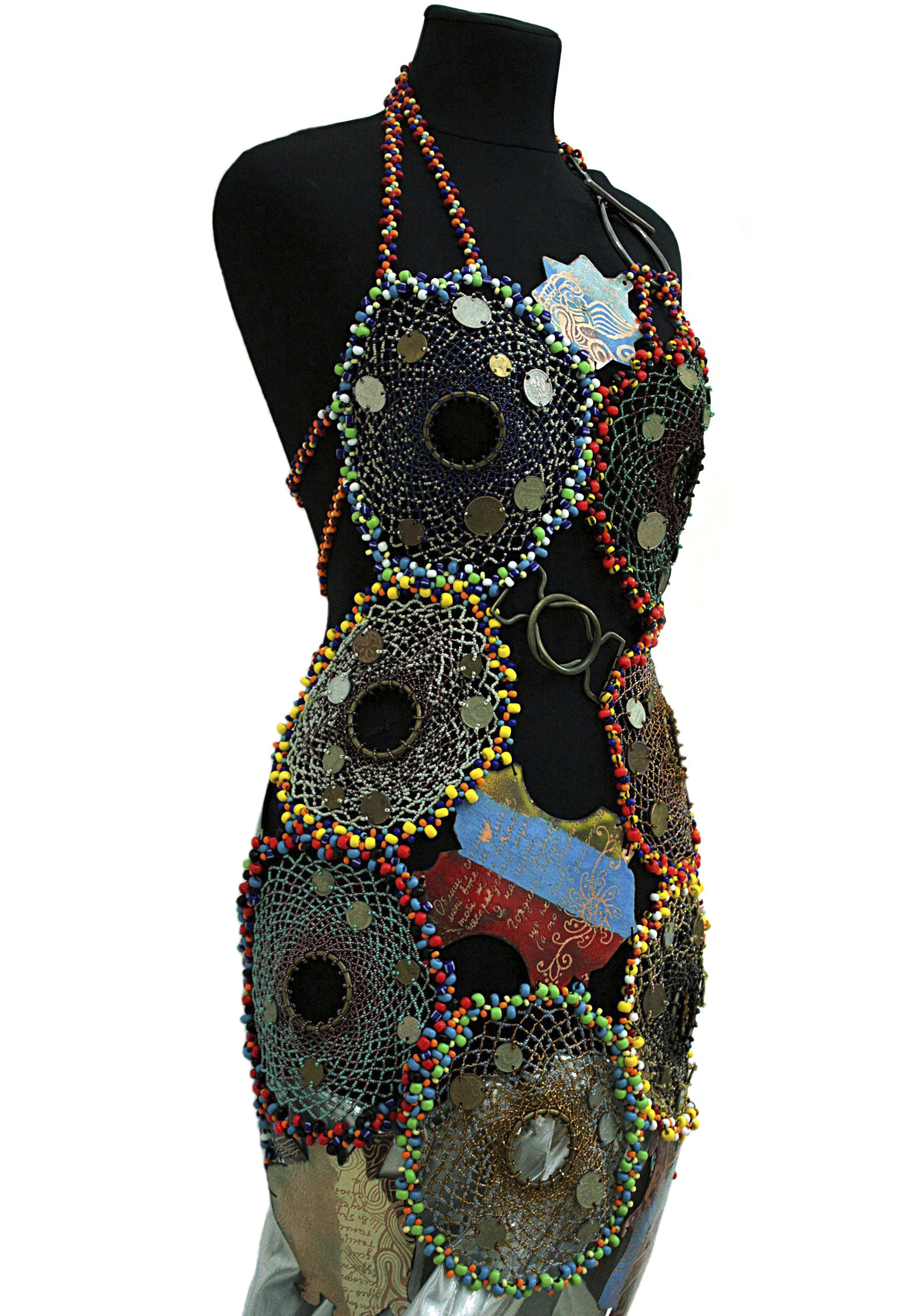
Vestido de Lyudmyla Mysko (Ucrania) 2009
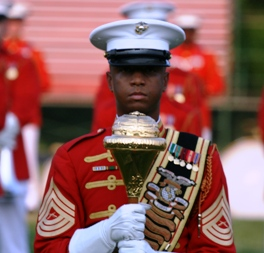
Soldado con uniforme de gala del Cuerpo de Marines de los Estados Unidos
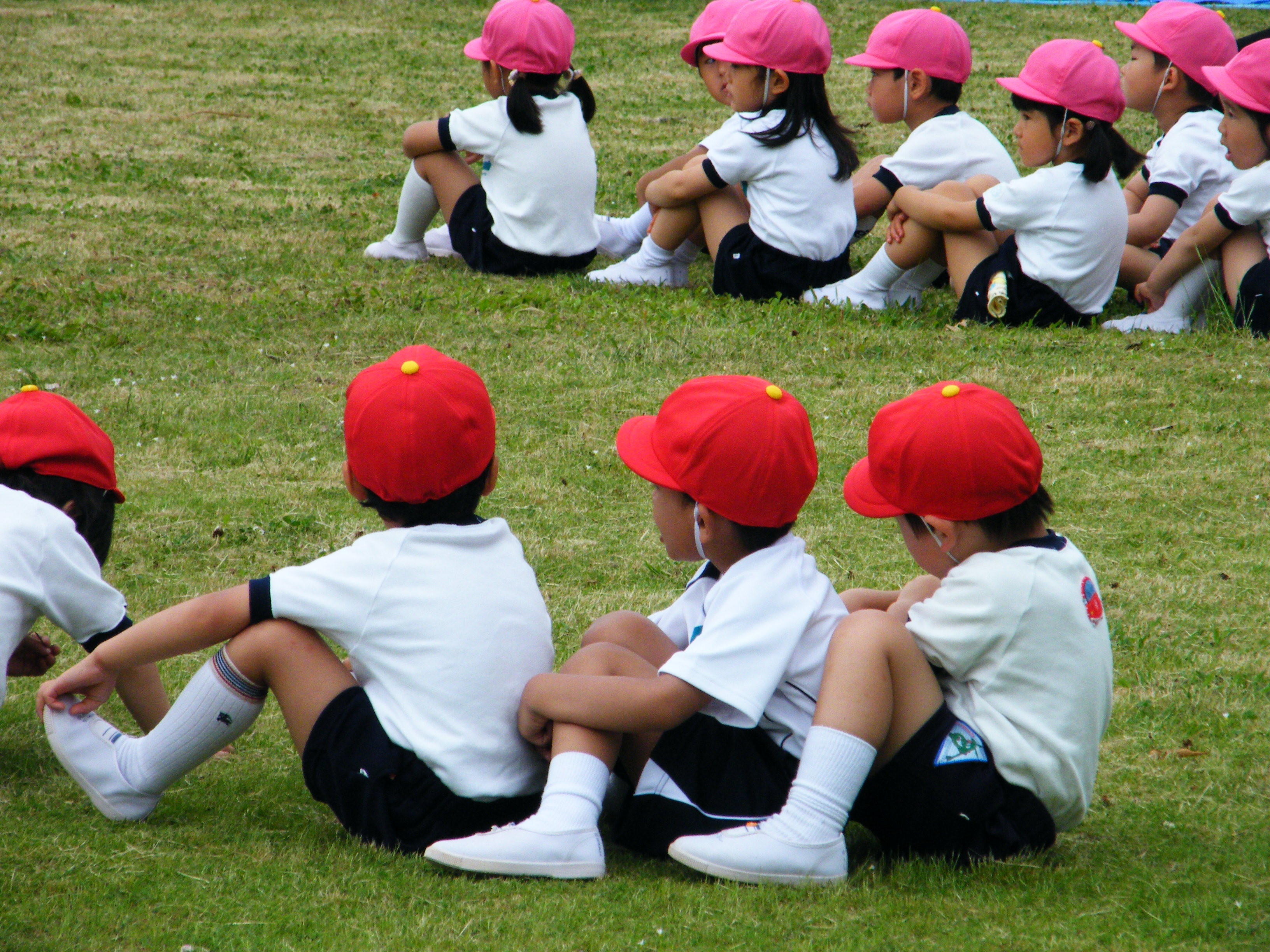
Ropa deportiva infantil en Japón
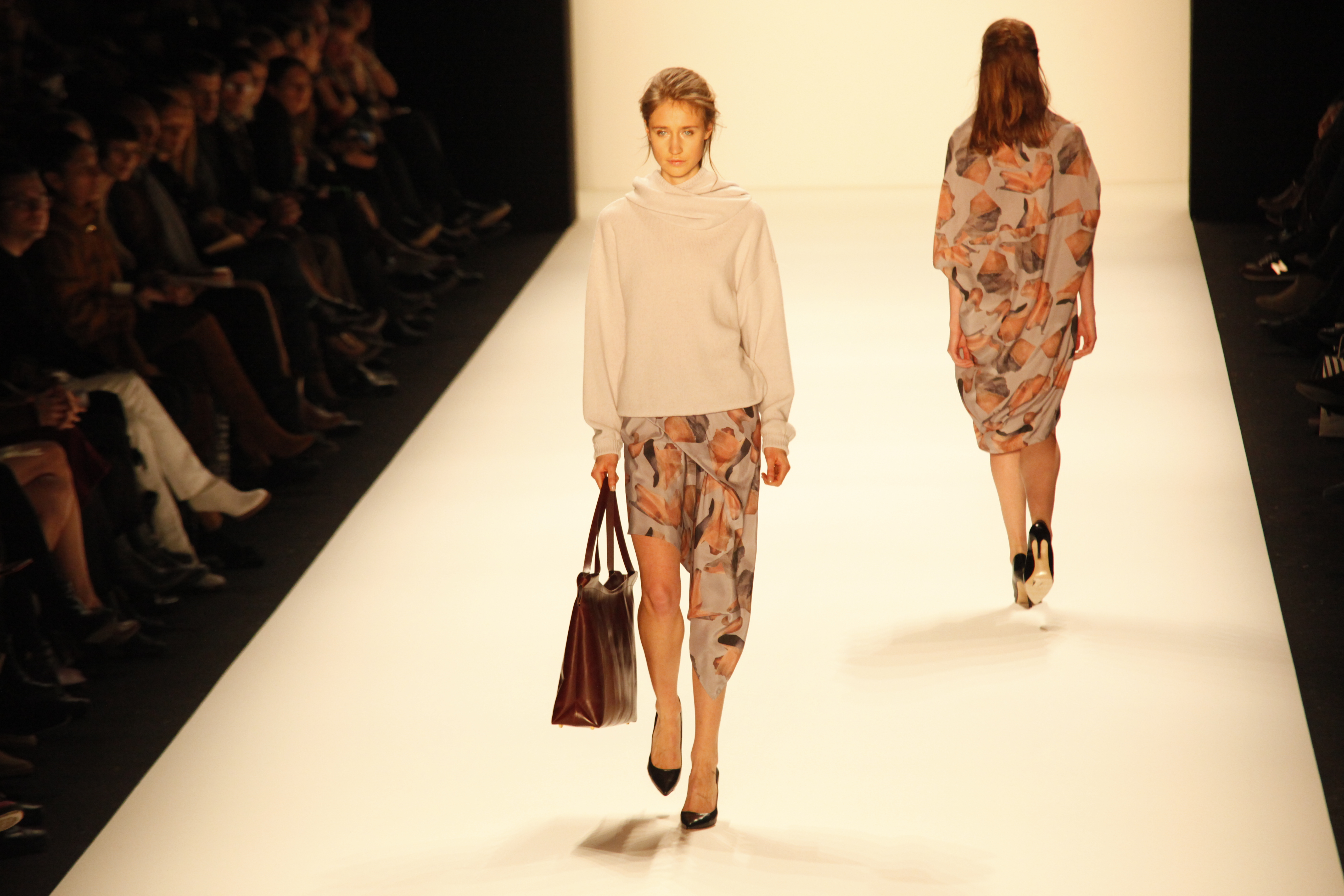
Desfile de moda en la Semana de la Moda de Berlín
  -  Salón de lencería, Redfern & Sons, 1910
  -  Moda de playa, Vera Borea, Condesa Borea de Buzzaccarini Regoli, 1934
  -  Vestido de tarde cloqué en blanco y negro, alta costura, 1937
  -  Vestido de noche, Vera Borea, 1939, foto de Erwin Blumenfeld
  -  Moda de esquí, Vera Borea, alrededor de 1949
  -  Pañuelo Carré de Hermès
  -  Winston Churchill con pajarita, pañuelo de bolsillo y sombrero
  -  Letrero de un proveedor real en Savile Row, Londres
  -  Vestido de Lyudmyla Mysko (Ucrania) 2009
  -  Soldado con uniforme de gala del Cuerpo de Marines de los Estados Unidos
  -  Ropa deportiva infantil en Japón
  -  Desfile de moda en la Semana de la Moda de Berlín

## Citas
- No te vistas ni por debajo ni por encima de tu posición; ni por encima ni por debajo de tus posibilidades; ni de forma extravagante; ni con colores llamativos; ni innecesariamente espléndido, brillante ni caro; sino con limpieza y buen gusto, y cuando tengas que gastar, que sea en algo sólido y bello. No llames la atención por llevar ropa anticuada ni por imitar cualquier tontería de moda moderna. Presta más atención a tu atuendo si quieres destacar en el mundo. Uno se siente rechazado en cuanto se da cuenta de que va vestido de forma poco adecuada. - Adolph Freiherr von Knigge, Observaciones generales y reglas sobre el trato con las personas

- “La moda es una forma de fealdad tan insoportable que debemos cambiarla cada seis meses”. – ¿Sabe usted, Phipps? La moda es lo que uno lleva puesto. Lo que otros llevan es de mal gusto". (Oscar Wilde)

- "Estoy en contra de la moda pasajera. No puedo aceptar que se tire ropa solo porque ha llegado la primavera." —"La moda no es solo una cuestión de ropa. La moda tiene que ver con ideas, con cómo vivimos." (Coco Chanel)

- "El estilo está por encima de la moda. Se inspira en la moda y recoge sus ideas sin seguirla al pie de la letra. Nadie con verdadero sentido del estilo cambiaría radicalmente su forma de vestir solo por seguir la moda. Lo que distingue al estilo de la moda es la calidad."(Giorgio Armani)

## literatura
- Yasmin Boeck: El trabajo de tus sueños como diseñadora de moda: ¿Cómo llegas a ser diseñadora de moda? La guía de moda, cursos y formación en la industria de la moda. Con información sobre los requisitos y actividades de un diseñador de moda, Stiebner; 1. Edición (13 de abril de 2011), ISBN 978-3-8307-0872-8
- Gertrud Lehnert: Moda. Un curso intensivo. Nueva edición actualizada DuMont, Colonia 2003, ISBN 978-3-8321-9123-8.
- NJ Stevenson: La historia de la moda: estilos, tendencias y estrellas (título original: La cronología de la moda, traducido por Waltraud Kuhlmann y Birgit Lamerz-Beckschäfer), Haupt, Berna / Stuttgart / Viena 2011, ISBN 978-3-258-60032-1.
- Jutta Sywottek: ¿Podemos hablar ahora de moda? Industria textil y de la confección en la Alemania de la posguerra. Arete Verlag, Hildesheim 2014. ISBN 978-3-942468-22-0.
- Barbara Schmelzer-Ziringer: Teoría del diseño de moda, Böhlau Verlag/Uni-Taschenbücher-Verlag, Colonia/Weimar/Viena 2015, ISBN 978-3-8252-4403-3

## Enlaces web
- Bibliografía relacionada con Moda de ropa en el catálogo de la Biblioteca Nacional de Alemania.
- Das Fashion-Wörterbuch Glossar der Modefachsprache von Burkhard Treude
- La Couturière Parisienne Umfassende Informationen zur Modegeschichte
- Modeszene Online-Magazin des Goethe-Instituts über die deutsche Modeszene